# Saint-Vivien (Dordoña)
 Saint-Vivien  (en occitano Sent Bebian) es una población y comuna francesa, situada en la región de Aquitania, departamento de Dordoña, en el distrito de Bergerac y cantón de Vélines.

## Demografía
| 249 | 274 | 247 | 250 | 242 | 241 |
| Para los censos de 1962 a 1999 la población legal corresponde a la población sin duplicidades (Fuente: INSEE [Consultar]) |     |     |     |     |     |